# Hildeberto Pereira
Hildeberto José Morgado Pereira (ur. 2 marca 1996 w Lizbonie) – kabowerdeński piłkarz występujący na pozycji pomocnika, w latach 2017–2018 w Legii Warszawa, od 2024 w Portimonense SC.

## Kariera klubowa
Wychowanek UD Ponte Friedas, w swojej karierze grał także w takich zespołach, jak SL Benfica B oraz Nottingham Forest. W 2017 roku przeszedł do Legii Warszawa. Pierwszy występ z jej barwach zanotował w rozgrywkach Pucharu Polski w pojedynku z Wisłą Puławy. 28 listopada 2017 zdobył pierwsze bramki dla warszawskiego zespołu w ćwierćfinale pucharu z Bytovią Bytów (na 1:1 oraz 3:1). Legia pokonała zespół z Bytowa 4:2 i awansowała do dalszej fazy rozgrywek.
3 stycznia 2018 został wypożyczony przez Legię do angielskiego zespołu Northampton Town, występującego na trzecim poziomie rozgrywkowym. Wypożyczenie obowiązywało do końca sezonu 2017/18. 6 stycznia 2018 zadebiutował w angielskiej drużynie w wygranym 3:1 meczu z Southend United. Na boisku pojawił się w 64. minucie.

## Kariera reprezentacyjna
W latach 2013–2018 występował w juniorskich reprezentacjach Portugalii. W 2019 roku, ze względu na pochodzenie swoich rodziców, zdecydował się przyjąć powołanie do reprezentacji Republiki Zielonego Przylądka. 10 października tegoż roku zadebiutował w towarzyskim meczu z Togo, wygranym 2:1.

## Sukcesy
Legia Warszawa
- mistrzostwo Polski: 2017/18
- Puchar Polski: 2017/18